# Pascal Rhéaume
Pascal Rhéaume, född 21 juni 1973, är en kanadensisk ishockeytränare och före detta professionell ishockeyforward. Han tillbringade nio säsonger i den nordamerikanska ishockeyligan National Hockey League (NHL), där han spelade för ishockeyorganisationerna New Jersey Devils, St. Louis Blues, Chicago Blackhawks, Atlanta Thrashers, New York Rangers och Phoenix Coyotes. Rhéaume producerade 91 poäng (39 mål och 52 assists) samt drog på sig 144 utvisningsminuter på 318 grundspelsmatcher. Han spelade även för St. John's Maple Leafs och Lowell Devils i American Hockey League (AHL); Kalamazoo Wings i International Hockey League (IHL) och Ottawa 67's och Newmarket Royals i Ontario Hockey League (OHL).
Rhéaume blev aldrig draftad
Han vann Stanley Cup med New Jersey Devils för säsongen 2002–2003..
Efter den aktiva spelarkarriären har Rhéaume fortsatt att arbeta inom ishockeyn och varit assisterande tränare för bland annat Voltigeurs de Drummondville, Phœnix de Sherbrooke och Iowa Wild. Sedan 2018 är han tränare för Foreurs de Val-d'Or.
Han är yngre bror till den före detta ishockeymålvakten Manon Rhéaume, som är den enda kvinnan som har spelat match i NHL, dock i bara träningssammanhang.

## Statistik
| 1989–1990    | Gouverneurs de Ste-Foy     | LHMAAAQ      | 26  | 4   | 7   | 11  | —   | —  | —  | —  | —  | —  |
| 1990–1991    | Gouverneurs de Ste-Foy     | LHMAAAQ      | 37  | 20  | 38  | 58  | 25  | 7  | 7  | 1  | 8  | 6  |
| 1991–1992    | Draveurs de Trois-Rivières | LHJMQ        | 65  | 17  | 20  | 37  | 86  | 14 | 5  | 4  | 9  | 23 |
| 1992–1993    | Faucons de Sherbrook       | LHJMQ        | 65  | 28  | 35  | 63  | 88  | 14 | 6  | 5  | 11 | 31 |
| 1993–1994    | Albany River Rats          | AHL          | 55  | 17  | 18  | 35  | 43  | 5  | 0  | 1  | 1  | 0  |
| 1994–1995    | Albany River Rats          | AHL          | 78  | 19  | 25  | 44  | 46  | 14 | 3  | 6  | 9  | 19 |
| 1995–1996    | Albany River Rats          | AHL          | 68  | 26  | 42  | 68  | 50  | 4  | 1  | 2  | 3  | 2  |
| 1996–1997    | New Jersey Devils          | NHL          | 2   | 1   | 0   | 1   | 0   | —  | —  | —  | —  | —  |
|              | Albany River Rats          | AHL          | 51  | 22  | 23  | 45  | 40  | 16 | 2  | 8  | 10 | 16 |
| 1997–1998    | St. Louis Blues            | NHL          | 48  | 6   | 9   | 15  | 35  | 10 | 1  | 3  | 4  | 8  |
| 1998–1999    | St. Louis Blues            | NHL          | 60  | 9   | 18  | 27  | 24  | 5  | 1  | 0  | 1  | 4  |
| 1999–2000    | St. Louis Blues            | NHL          | 7   | 1   | 1   | 2   | 6   | —  | —  | —  | —  | —  |
|              | Worcester Icecats          | AHL          | 7   | 1   | 1   | 2   | 4   | —  | —  | —  | —  | —  |
| 2000–2001    | St. Louis Blues            | NHL          | 8   | 2   | 0   | 2   | 5   | —  | —  | —  | —  | —  |
|              | Worcester Icecats          | AHL          | 56  | 23  | 35  | 58  | 63  | 11 | 2  | 4  | 6  | 2  |
| 2001–2002    | Chicago Blackhawks         | NHL          | 19  | 0   | 2   | 2   | 4   | —  | —  | —  | —  | —  |
|              | Atlanta Thrashers          | NHL          | 42  | 11  | 9   | 20  | 25  | —  | —  | —  | —  | —  |
| 2002–2003    | Atlanta Thrashers          | NHL          | 56  | 4   | 9   | 13  | 24  | —  | —  | —  | —  | —  |
|              | New Jersey Devils          | NHL          | 21  | 4   | 1   | 5   | 8   | 24 | 1  | 2  | 3  | 13 |
| 2003–2004    | St. Louis Blues            | NHL          | 25  | 1   | 3   | 4   | 4   | 3  | 0  | 0  | 0  | 2  |
|              | New York Rangers           | NHL          | 17  | 0   | 0   | 0   | 5   | —  | —  | —  | —  | —  |
|              | Hartford Wolf Pack         | AHL          | 3   | 1   | 0   | 1   | 0   | —  | —  | —  | —  | —  |
| 2004–2005    | Albany River Rats          | AHL          | 78  | 24  | 25  | 49  | 70  | —  | —  | —  | —  | —  |
| 2005–2006    | New Jersey Devils          | NHL          | 12  | 0   | 0   | 0   | 4   | —  | —  | —  | —  | —  |
|              | Albany River Rats          | AHL          | 9   | 2   | 0   | 2   | 9   | —  | —  | —  | —  | —  |
|              | Phoenix Coyotes            | NHL          | 1   | 0   | 0   | 0   | 0   | —  | —  | —  | —  | —  |
|              | San Antonio Rampage        | AHL          | 47  | 13  | 13  | 26  | 35  | —  | —  | —  | —  | —  |
| 2006–2007    | San Antonio Rampage        | AHL          | 79  | 15  | 32  | 47  | 63  | —  | —  | —  | —  | —  |
| 2007–2008    | Vienna Capitals            | Österrike    | 35  | 11  | 18  | 29  | 30  | 7  | 1  | 1  | 2  | 33 |
| 2008–2009    | Lowell Devils              | AHL          | 56  | 11  | 19  | 30  | 44  | —  | —  | —  | —  | —  |
| 2009–2010    | Flint Generals             | IHL          | 73  | 21  | 36  | 57  | 35  | 12 | 6  | 12 | 18 | 14 |
|              | Manchester Monarchs        | AHL          | 1   | 0   | 0   | 0   | 0   | —  | —  | —  | —  | —  |
|              | Peoria Rivermen            | AHL          | 1   | 0   | 1   | 1   | 0   | —  | —  | —  | —  | —  |
| NHL totalt   | NHL totalt                 | NHL totalt   | 318 | 39  | 52  | 91  | 144 | 45 | 3  | 6  | 9  | 27 |
| AHL totalt   | AHL totalt                 | AHL totalt   | 589 | 174 | 234 | 408 | 482 | 50 | 8  | 21 | 29 | 39 |
| LHJMQ totalt | LHJMQ totalt               | LHJMQ totalt | 130 | 45  | 55  | 100 | 174 | 28 | 11 | 9  | 20 | 54 |